# Матур ТВ
Телеканал «МАТУР ТВ» — татаро-башкирский музыкально-развлекательный телеканал, вещающий на татарском и башкирском языке ежедневно 24 часа в сутки в кабельных сетях  России. Эфир преимущественно состоит из собственных музыкальных клипов, записанные по заказам артистов, и концертов башкирских, татарских и русских исполнителей записанных операторами "Матур медиа". Трансляция ведётся из Уфы, офис расположен по адресу 450059, Республика Башкортостан, г. Уфа, ул. Рихарда Зорге, д. 22, 2 этаж пом. 10/6, а студия расположена по адресу г.Уфа, ул. 50-летия Октября, 15.
Канал был зарегистрирован 29 мая 2017 года. Его учредителем является общество с ограниченной ответственностью «АРТИКО». Руководитель — Мустаев Ильшат Асгатович. Телеканал ведёт трансляцию с марта 2018 года.
Первая "Премия Матур ТВ" проводилась в стенах Государственного концертного зала "Башкортостан" 27 ноября 2022 года, где при полном аншлаге номинировались лучшие певцы, поющие на Башкирском и Татарском языках, организованная совместно ПЦ "Тамаша".

## Сетка вещания
Телеканал можно посмотреть через кабельное телевидение операторов "Ростелеком", "Таттелеком", "Уфанет", «Башинформсвязь», "Акадо", «Кристалл», «Зелёная точка», "Дом.ру", " в сети Интернет и в мобильном приложении для платформы Android.
По данным EPG Service, которые обновляются каждую неделю, около 80 % эфира составляют музыкальные клипы башкирских, татарских и русских исполнителей, 26 % приходится на трансляцию концертов, 2 % — на музыкальные и развлекательные программы, новости шоу-бизнеса башкирской, татарской и российской эстрады. Трансляция телеканала изначально ведётся только в формате FullHD. Так как вещание с самого начала проходит в формате высокого качества, руководством телеканала было выбрано название «Матур», что с башкирского языка означает «Красивый».
На телеканале выходит передача «Матур моң илендә», которая является башкирским аналогом проекта «Играй, гармонь, любимая!». В программе показывают особенности культуры разных районов Республики Башкортостан, такие как: диалекты, обычаи, традиции, баиты, легенды, частушки, танцы, народную музыку и музыкальные инструменты. Также канал выступает одним из организаторов Международного интернет-конкурса «Brilliant Talents» в Уфе.